# Optimización de funciones
'

## Pasos a seguir
1. Sacar la función o funciones que nos proporciona el ejercicio.
2. Estudiar la continuidad de la función. En caso de que no sea continua, se indica que no se puede continuar con el ejercicio.
3. Si tenemos que la función es continua entonces hallamos su derivada y hallamos en valor de la variable según la cual hemos dejado la función.
4. Después de haber hallado el valor de una de las variables despejamos las otras que aparezcan en nuestro problema y sacamos sus valores.
5. Posteriormente sacamos la segunda derivada de la función y sustituimos el valor hallado previamente; aquí puede haber dos casos:
  1. Si después de sustituir en la segunda derivada esta tiene un valor negativo tenemos que la función ha sido maximizada, ya que ese punto es un máximo de dicha función.
  2. Si después de sustituir en la segunda derivada esta tiene un valor positivo tenemos que la función ha sido minimizada, ya que ese punto es un mínimo de dicha función.

## Clasificación de puntos máximos y mínimos
Factibilidad del problema o la solubilidad del sistema.
Existencia.
Según el teorema de Weierstrass tenemos que una función real y continua en un conjunto alcanza su valor máximo y mínimo en ese conjunto.
Condición necesaria de optimalidad.
Uno de los teoremas de Fermat asegura que los óptimos de los problemas son encontrados en los puntos estacionarios, donde la primera derivada de la función objetivo es cero. De forma más general, también pueden ser encontrados en los puntos críticos donde la primera derivada no está definida. Una ecuación o varias indicando que la primera derivada es igual a cero en un óptimo interior se llama una condición de primer orden.
Condición suficiente de optimalidad.
Conjunto de pruebas que nos diferencian entre los puntos estacionarios (puntos conflictivos de la primera derivada) y los máximos o mínimos.
Sensibilidad y continuidad del óptimo.
El teorema de la envoltura describe como el valor de una solución óptima cambia cuando un parámetro subyacente cambia. El teorema del máximo de Claude Berge (1963) describe la continuidad de una solución óptima como una función de parámetros subyacentes.

## Historia
Pierre de Fermat y Joseph Louis Lagrange encontraron fórmulas basadas en el cálculo para identificar valores óptimos. Isaac Newton y Carl Friedrich Gauss, a su vez, propusieron métodos iterativos para aproximar el óptimo. Históricamente, el término programación lineal para referirse a ciertos problemas de optimización se debe a George B. Dantzig, aunque gran parte de la teoría había sido introducida por Leonid Kantorovich. Dantzig publicó el Algoritmo símplex en 1947 y John von Neumann desarrolló la teoría de la dualidad en el mismo año.
El término programación se refiere al programa usado por el ejército de Estados Unidos que afectaba a la propuesta de entrenamiento y planificación logística, un tema considerado en esa época.